# Trige Sogn
Trige Sogn er et sogn i Århus Nordre Provsti (Århus Stift).
I 1800-tallet var Ølsted Sogn anneks til Trige Sogn. Begge sogne hørte til Vester Lisbjerg Herred i Aarhus Amt. Trige-Ølsted sognekommune blev ved kommunalreformen i 1970 indlemmet i Aarhus Kommune.
I Trige Sogn ligger Trige Kirke.
I sognet findes følgende autoriserede stednavne:
- Byhøj (areal)
- Bærmose (bebyggelse)
- Gilhøj (areal)
- Hæst (bebyggelse, ejerlav)
- Kongsbakke (areal)
- Pannerup (bebyggelse, ejerlav)
- Pannerup Mose (areal)
- Præstemarken (bebyggelse)
- Thomasminde (landbrugsejendom)
- Trige (bebyggelse, ejerlav)
- Trige Skov (areal, bebyggelse)